# White Castle (slott)
White Castle är ett slott i Storbritannien.   Det ligger i kommunen Monmouthshire och riksdelen Wales, i den södra delen av landet, 190 km väster om huvudstaden London. White Castle ligger 157 meter över havet.
Terrängen runt White Castle är platt åt sydost, men åt nordväst är den kuperad. Runt White Castle är det ganska tätbefolkat, med 96 invånare per kvadratkilometer. Närmaste större samhälle är Abergavenny, 8,4 km väster om White Castle. Trakten runt White Castle består i huvudsak av gräsmarker.